# ミス・マネー
ミス・マネー(Miss Money)は、アメリカ合衆国のレズビアン女性ラッパー、音楽プロデューサー、兼DJ。

## 経歴
アメリカ合衆国南部のルイジアナに生まれる。2歳の頃からゴスペルに親しみ、10歳頃になるとクラシック音楽にも触れるようになる。中学時代は学内のタレントショウなどで活躍、州全土の高校からスカウトがくるほどであった。
奨学金を得てバークリー音楽大学に進み、音楽に関する仕事の傍らでジャズなどを学び、以後5年間同大学に在籍。その期間のうちにBMGレコードやアイランド・レコードへのインターンシップの機会を得るなどし、卒業後は音楽業界に進んだ。
2003年にはヒューストンに移り、インディーズレーベルMoney Talks Recordsを発起、以後音楽業界に身を置く傍ら、R&Bやヒップホップの分野の楽曲を発表し続けている。

## 余話
- 自他共に認めるところの敬虔なクリスチャンである。[1]
- 遺伝的な筋ジストロフィーが持病。[1]